# Prylouky
Prylouky (en ukrainien : Прилуки) est une ville de l'oblast de Tchernihiv, en Ukraine, et le centre administratif du raïon de Prylouky. Sa population s'élevait à 53 708 habitants en 2019.

## Géographie
Prylouky est arrosée par la rivière Oudaï et se trouve à 127 km au sud-est de Tchernihiv.

## Histoire
Prylouky est mentionnée pour la première fois en 1085 par le prince Vladimir Monomaque. Cette année-là, la ville-forteresse protège le prince et son entourage des hordes de Coumans. Bientôt les armées du prince, renforcées par la milice de Prylouky, mettent l'ennemi en déroute. Toutefois, en 1092, les Coumans attaquent de nouveau la forteresse, massacrent la population et pillant la ville.
La ville est prise plusieurs fois par des tribus nomades venues de l'est et devient un centre de guerres intestines entre princes ruthènes. En 1239, Prylouky est détruite par les Mongols, et en 1362 la ville est conquise par des seigneurs féodaux lituaniens. Mais les citoyens défendent toujours farouchement Prylouky, luttant pour leur liberté et leur dignité.
Après l'Union de Lublin de 1569, qui fait passer la ville sous la domination de la noblesse polonaise, de nombreux habitants de Prylouky et des villages voisins commencent à fuir, à la recherche de la liberté dans les vastes steppes du Dniepr. Les paysans opprimés d'autres régions de l'Ukraine centrale et orientale s'y réfugient également. Des établissements fondés par les fuyards à la fin du XVe siècle et au début du XVIe siècles occupent de vastes territoires dans les environs de Kiev et de Tcherkassy. Ainsi grandit la communauté cosaque. Effrayée par la prolifération et la popularité des Cosaques, la Pologne tente de supprimer cette résistance spontanée, mais en vain.
Au XVIIe siècle, les Cosaques deviennent la force motrice qui aboutit au soulèvement de Bogdan Khmelnitski. La population de Prylouky et des villages adjacents connaît une croissance considérable au XVIIe siècle. Selon un document conservé dans les archives de Stockholm, en Suède, Prylouky avait 800 cheminées, c'est-à-dire 800 maisons en 1632. En supposant que chaque maison a au moins six personnes, la ville compte alors environ 5 000 habitants.
En 1648, le hetman Bogdan Khmelnitski introduit une nouvelle division administrative de l'Ukraine, après avoir divisé le pays en régiments. Dans ce cadre, la ville de Prylouky devient le centre du régiment de Prylouky et le colonel Ivan Chkourat-Melnytchenko en est nommé le premier commandant. Le régiment est composé d'environ 2 000 Cosaques, qui participent activement à de nombreuses batailles pendant la guerre de 1648-1654. Par exemple, le régiment cosaque de Prylouky, dirigé par I. Chkourat, combat vaillamment jusqu'à la mort dans la bataille de Berestetchko en 1651. Le régiment de Prylouky, commandé par le colonel Iakiv Vorontchenko, réalise des prouesses sur le champ de bataille contre une grande unité polonaise en juin 1652. Le régiment prend également part à des campagnes contre la Pologne et la Turquie.
Ceinte d'un rempart élevé, la ville de Prylouky a un aspect tout à fait formidable à l'époque. Toutefois, dans la seconde moitié du XVIIIe siècle, la frontière est déplacée loin vers le sud pour des raisons politiques et des raisons militaires, si bien que la nécessité de villes fortifiées comme Prylouky disparaît. Olexandr Iakoubovytch est le dernier colonel de Prylouky. En 1781, le régime cosaque est aboli en Ukraine et Prylouky devient un siège d'ouïezd du gouvernement de Petite Russie, et à partir de 1802 du gouvernement de Poltava. Au cours des années suivant la révolution russe, la communauté juive subit une série de pogroms qui font plusieurs centaines de morts. En 1939, la ville compte 6 140 juifs qui représentent 16,7 % de la population totale. Lors de l'occupation allemande, ils subissent des conditions très difficiles aux travaux forcés et dans le ghetto dans lequel ils sont enfermés avec les juifs des villages voisins. Une série d'exécutions de masse perpétrées par une unité d'Einsatzgruppen fait de nombreuses victimes. En septembre 1943, l'Armée rouge libère la ville.
Depuis 1932, Prylouky est une ville de l'oblast de Tchernihiv. Prylouky est l'une des plus anciennes villes d'Ukraine. En 1995, elle est figure sur la liste officielle des villes historiques d'Ukraine. Sous les auspices du programme « Innovations dans le développement culturel des régions », le gouvernement local de Prylouky prend des mesures pour restaurer les anciens arts et traditions populaires.
Près de la ville se trouve la base aérienne de Prylouky, une base de bombardiers stratégiques au cours de la guerre froide et actuellement le plus grand terrain d'aviation d'Ukraine mais démantelé.

## Population
Recensements (*) ou estimations de la population :
| 1897*  | 1923*  | 1926*  | 1939*  | 1959*  | 1970*  |
| ------ | ------ | ------ | ------ | ------ | ------ |
| 18 532 | 25 599 | 28 624 | 36 881 | 43 719 | 57 474 |

| 1979*  | 1989*  | 2001*  | 2012   | 2013   | 2014   |
| ------ | ------ | ------ | ------ | ------ | ------ |
| 65 303 | 71 954 | 64 861 | 58 852 | 58 475 | 58 202 |

## Économie
La principale entreprise de Prylouky est la manufacture de tabac de British American Tobacco (BAT), qui a créé une coentreprise en 1993 avec l'ancienne Usine de tabac de Prylouky. BAT a investi plus de 100 millions de dollars dans la modernisation et le développement de l'usine, qui emploie un millier de salariés et produit des cigarettes des marques Kent, Vogue, Pall Mall, Viceroy, Lucky Strike, et une marque locale Prilucky Osoblyvi.

## Lieux d'intérêt

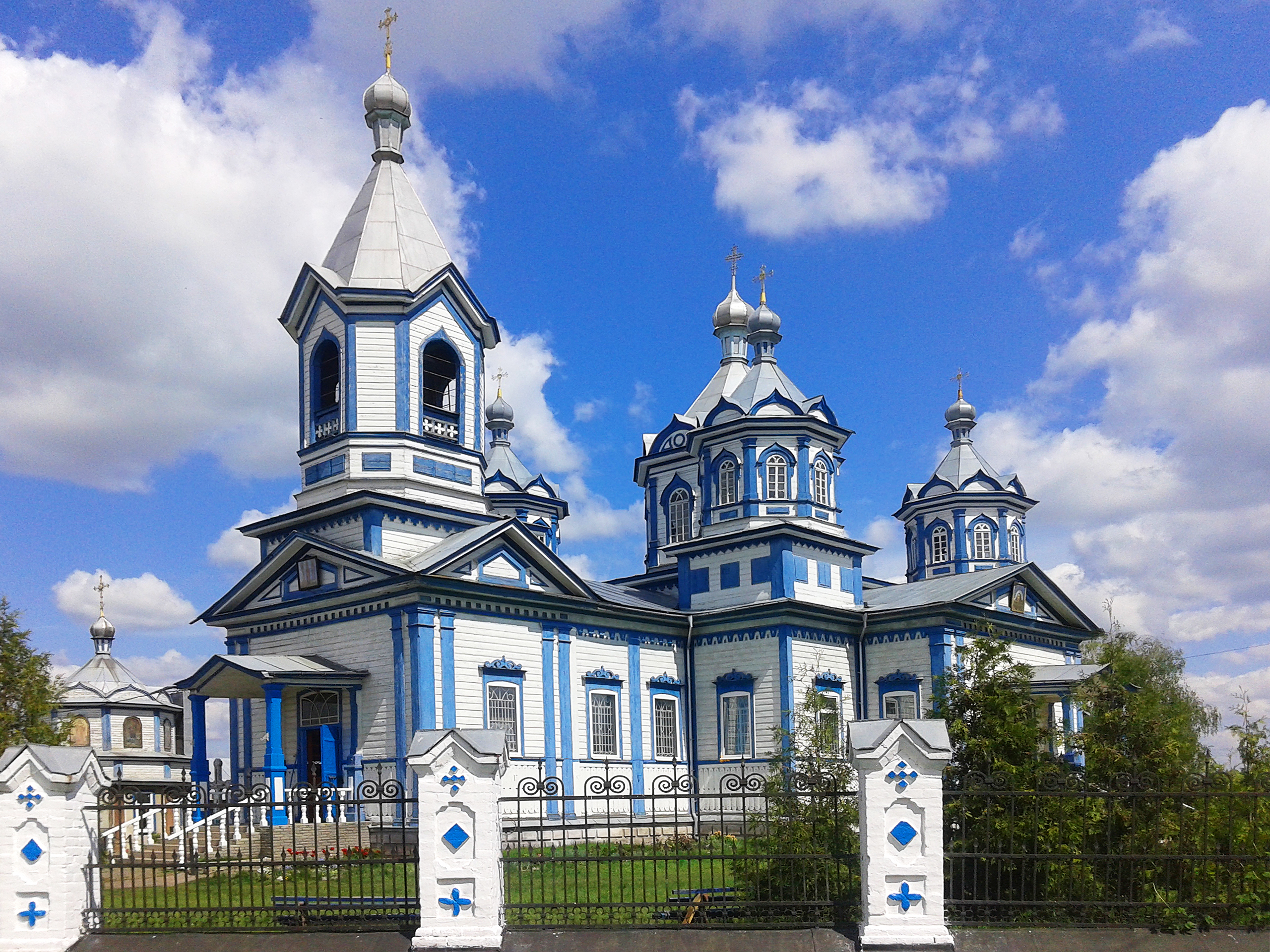
Église des trois hiérarches, classée[4],
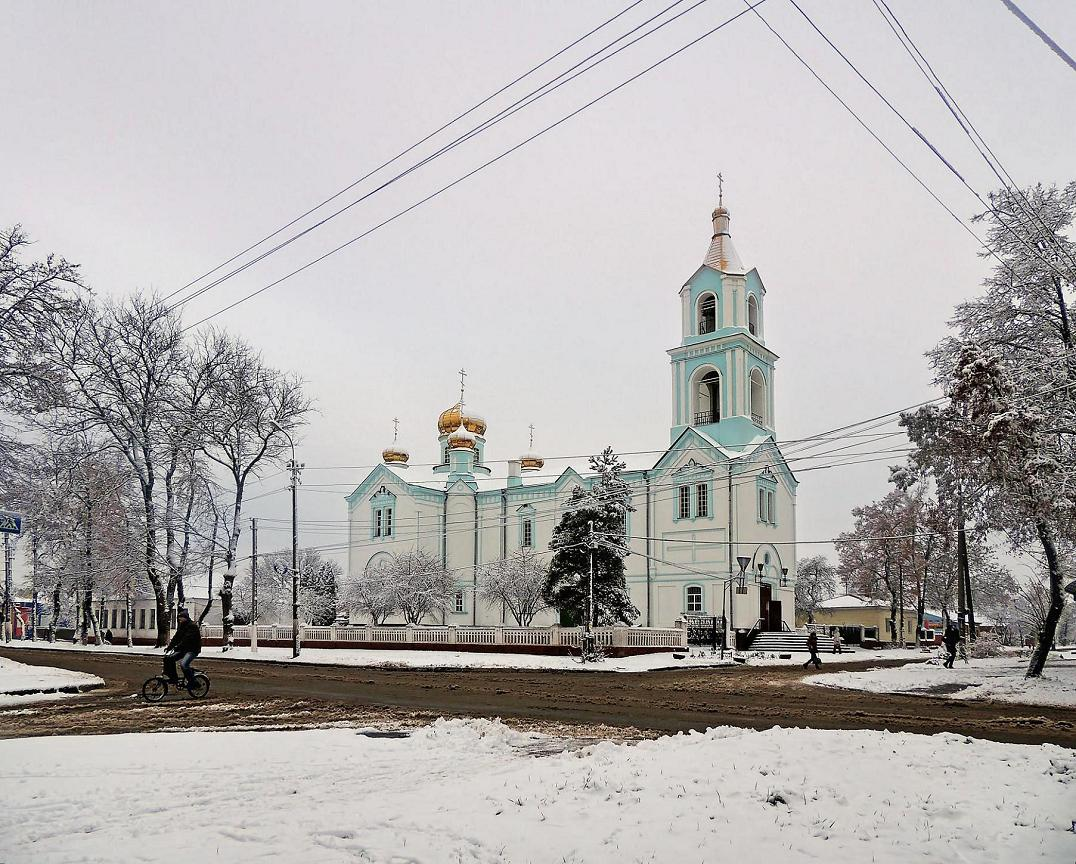
église saint-Jean, classée[5],
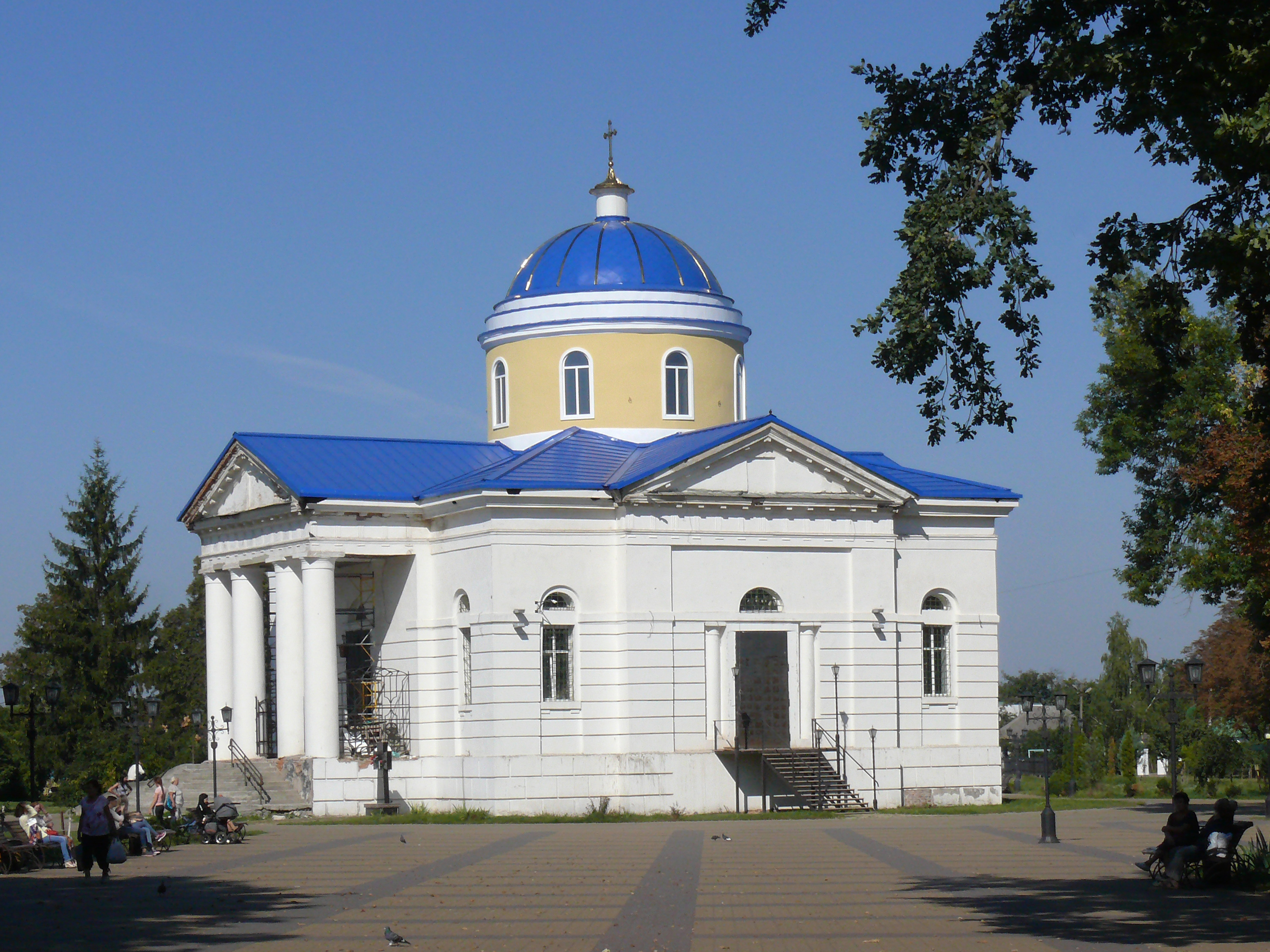
cathédrale de la Nativité, classée[6],
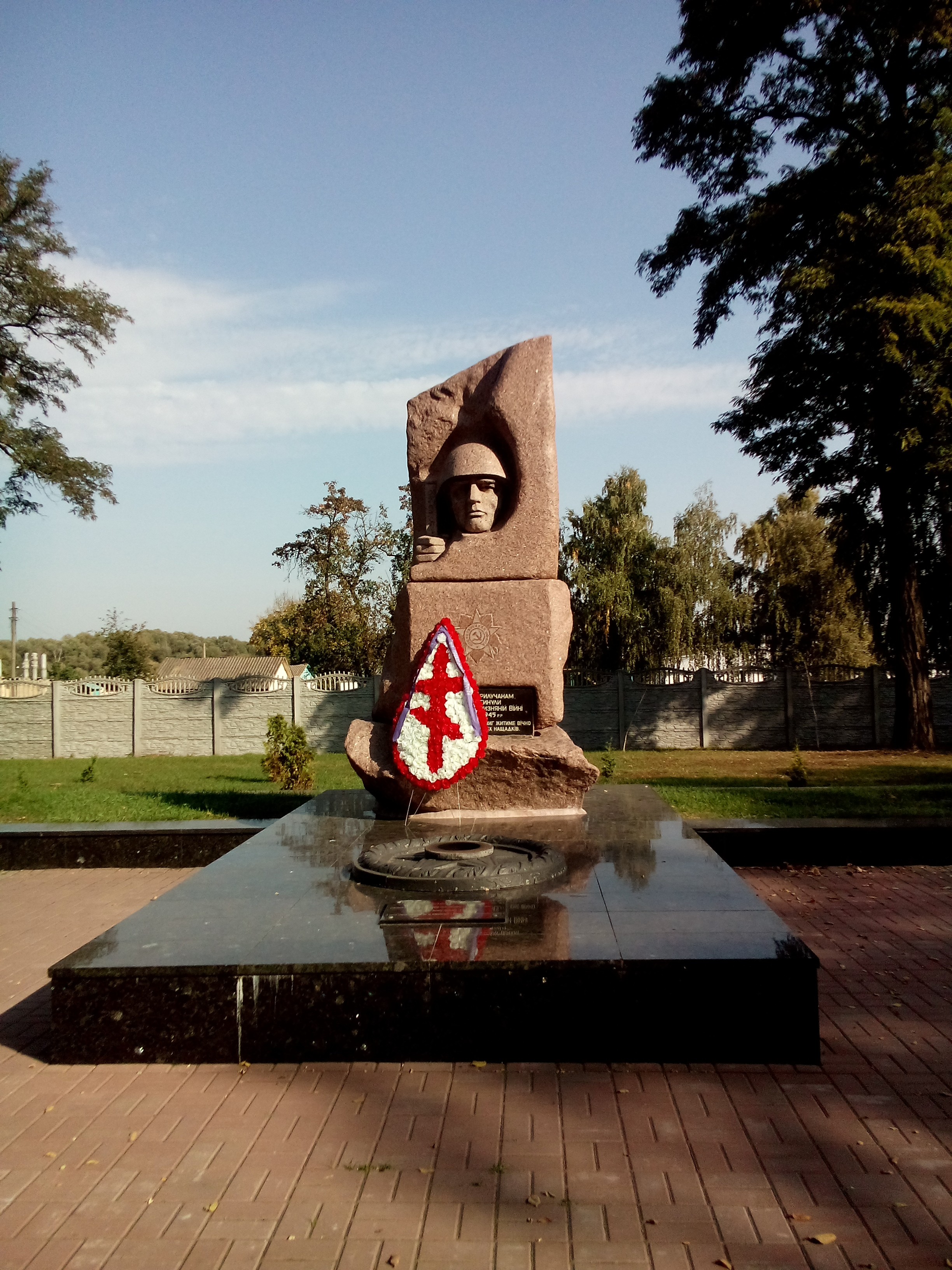
monument à la grande guerre patriotique, classée[7],
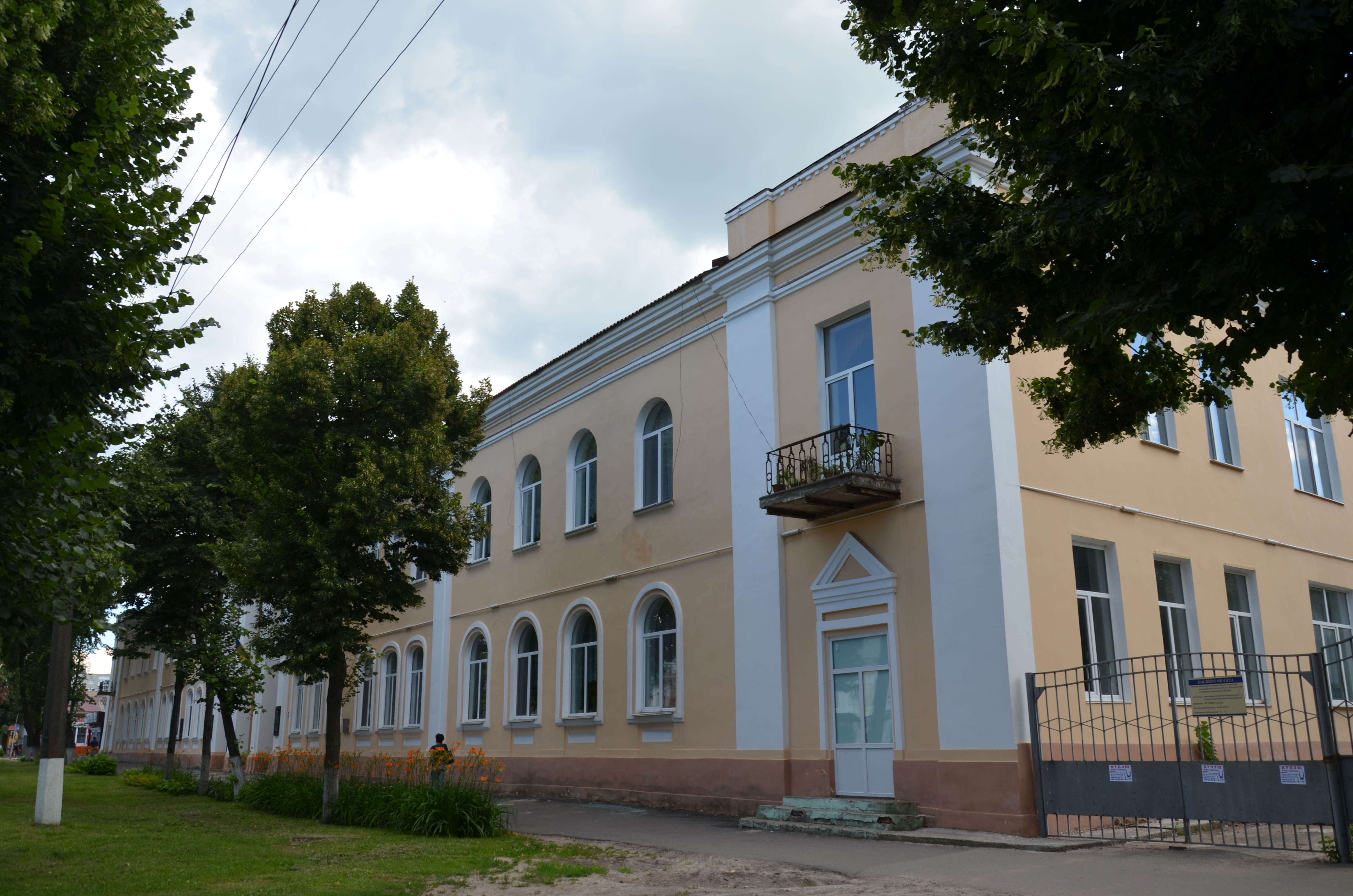
le gymnasium, classée[8],
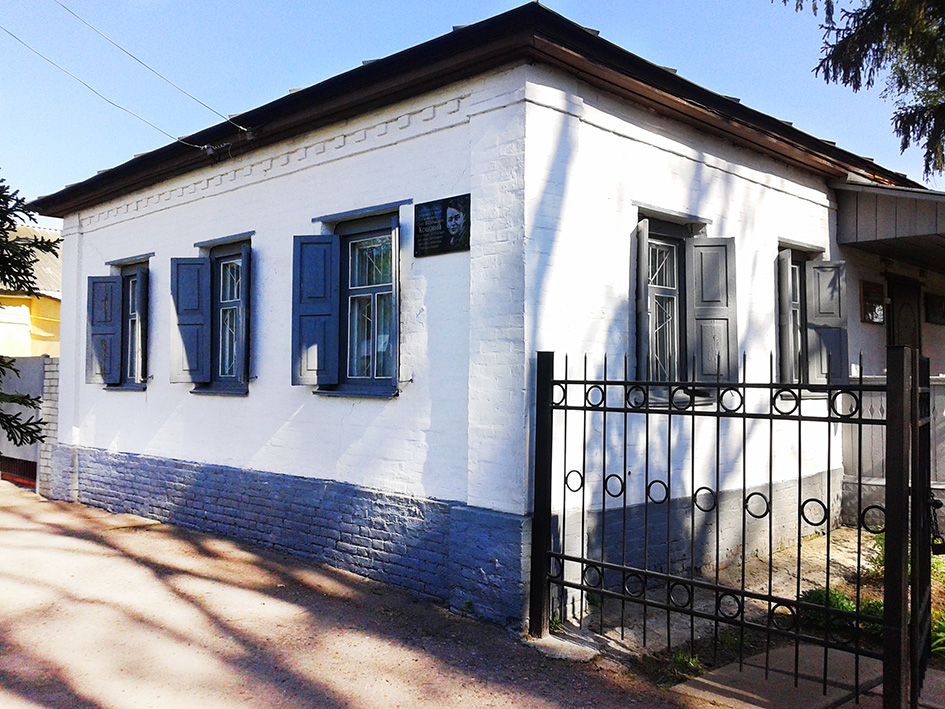
musée local classé[9].

## Personnalités liées à la ville
Personnalités nées à Prylouky :
- Taïsiya Chenchyk (1936-2013), athlète soviétique ;
- Irving Chernev (1900-1981), joueur d'échecs russo-américain ;
- Vyacheslav Derkach (né en 1976), biathlète ukrainien ;
- Mykola Mikhnovsky (1873-1924), cofondateur du Parti révolutionnaire ukrainien ;
- Alexander Shafranovich (né en 1983), volleyeur israélien ;
- Olena Sych (née en 1988), volleyeuse ukrainienne.

Personnalités mortes à Prylouky :
- Sergey Sokolov (1962-2021), sprinteur ukrainien.